# Zoran Kvržić
Zoran Kvržić (Doboj, 7 agosto 1988) è un calciatore bosniaco, ala o difensore del Borac Banja Luka.

## Caratteristiche tecniche
Nasce calcisticamente come ala destra offensiva, ma grazie alla sua buona velocità, durante la sua carriera ha arretrato il proprio raggio d'azione, giocando costantemente come terzino destro.

## Carriera

### Nazionale
Fa il suo esordio con la nazionale bosniaca, il 16 dicembre del 2011, giocando come titolare, nella partita amichevole persa per 1-0 contro la Polonia. Nell'ottobre 2019 fa ritorno in nazionale venendo convocato a distanza di quasi cinque anni dall'ultima chiamata.

## Statistiche

### Presenze e reti nei club
Statistiche aggiornate al 20 maggio 2016.
| Stagione      | Squadra       | Campionato    | Campionato | Campionato | Coppe nazionali | Coppe nazionali | Coppe nazionali | Coppe continentali | Coppe continentali | Coppe continentali | Altre coppe | Altre coppe | Altre coppe | totale | totale | totale |
| Stagione      | Squadra       | Comp          | Pres       | Reti       | Comp            | Pres            | Reti            | Comp               | Pres               | Reti               | Comp        | Pres        | Reti        | Pres   | Reti   |        |
| ------------- | ------------- | ------------- | ---------- | ---------- | --------------- | --------------- | --------------- | ------------------ | ------------------ | ------------------ | ----------- | ----------- | ----------- | ------ | ------ | ------ |
| 2014-2015     | Spezia        | B             | 16+1       | 1          | CI              | 0               | 0               | -                  | -                  | -                  | -           | -           | -           | 17     | 1      |        |
| 2015-2016     | Spezia        | B             | 17         | 0          | CI              | 3               | 0               | -                  | -                  | -                  | -           | -           | -           | 20     | 1      |        |
| Totale Spezia | Totale Spezia | Totale Spezia | 33+1       | 1          |                 | 3               | 0               |                    | -                  | -                  |             | -           | -           | 37     | 1      |        |

### Cronologia presenze e reti in nazionale
| Cronologia completa delle presenze e delle reti in nazionale ― Bosnia ed Erzegovina | Cronologia completa delle presenze e delle reti in nazionale ― Bosnia ed Erzegovina | Cronologia completa delle presenze e delle reti in nazionale ― Bosnia ed Erzegovina | Cronologia completa delle presenze e delle reti in nazionale ― Bosnia ed Erzegovina | Cronologia completa delle presenze e delle reti in nazionale ― Bosnia ed Erzegovina | Cronologia completa delle presenze e delle reti in nazionale ― Bosnia ed Erzegovina | Cronologia completa delle presenze e delle reti in nazionale ― Bosnia ed Erzegovina | Cronologia completa delle presenze e delle reti in nazionale ― Bosnia ed Erzegovina |
| Data                                                                                | Città                                                                               | In casa                                                                             | Risultato                                                                           | Ospiti                                                                              | Competizione                                                                        | Reti                                                                                | Note                                                                                |
| ----------------------------------------------------------------------------------- | ----------------------------------------------------------------------------------- | ----------------------------------------------------------------------------------- | ----------------------------------------------------------------------------------- | ----------------------------------------------------------------------------------- | ----------------------------------------------------------------------------------- | ----------------------------------------------------------------------------------- | ----------------------------------------------------------------------------------- |
| 16-12-2011                                                                          | Adalia                                                                              | Polonia                                                                             | 1 – 0                                                                               | Bosnia ed Erzegovina                                                                | Amichevole                                                                          | -                                                                                   | 56’                                                                                 |
| 11-10-2013                                                                          | Zenica                                                                              | Bosnia ed Erzegovina                                                                | 4 – 1                                                                               | Liechtenstein                                                                       | Qual. Mondiali 2014                                                                 | -                                                                                   | 62’                                                                                 |
| 19-11-2013                                                                          | Manaus                                                                              | Argentina                                                                           | 2 – 0                                                                               | Bosnia ed Erzegovina                                                                | Amichevole                                                                          | -                                                                                   | 69’                                                                                 |
| 16-11-2014                                                                          | Haifa                                                                               | Israele                                                                             | 3 – 0                                                                               | Bosnia ed Erzegovina                                                                | Qual. Euro 2016                                                                     | -                                                                                   |                                                                                     |
| 12-10-2019                                                                          | Zenica                                                                              | Bosnia ed Erzegovina                                                                | 4 – 1                                                                               | Finlandia                                                                           | Qual. Euro 2020                                                                     | -                                                                                   |                                                                                     |
| 15-10-2019                                                                          | Atene                                                                               | Grecia                                                                              | 2 – 1                                                                               | Bosnia ed Erzegovina                                                                | Qual. Euro 2020                                                                     | -                                                                                   | 76’                                                                                 |
| 15-11-2019                                                                          | Zenica                                                                              | Bosnia ed Erzegovina                                                                | 0 – 3                                                                               | Italia                                                                              | Qual. Euro 2020                                                                     | -                                                                                   |                                                                                     |
| 7-9-2020                                                                            | Zenica                                                                              | Bosnia ed Erzegovina                                                                | 1 – 2                                                                               | Polonia                                                                             | UEFA Nations League 2020-2021 - 1º turno                                            | -                                                                                   |                                                                                     |
| Totale                                                                              |                                                                                     | Presenze                                                                            | 8                                                                                   |                                                                                     | Reti                                                                                | 0                                                                                   |                                                                                     |

## Palmares

### Club

#### Competizioni nazionali
- Coppa di Croazia: 2

Rijeka: 2013-2014, 2018-2019
- Supercoppa di Croazia: 1

Rijeka: 2014
- Supercoppa di Moldavia: 1

Sheriff Tiraspol: 2016
- Coppa di Moldavia: 1

Sheriff Tiraspol: 2016-2017
- Campionato moldavo: 1

Sheriff Tiraspol: 2016-2017
- Campionato bosniaco: 1

Borac Banja Luka: 2023-2024